# Óscar Córdoba
Óscar Eduardo Córdoba Arce (ur. 3 lutego 1970 w Cali) – kolumbijski piłkarz grający na pozycji bramkarza. Włada językiem angielskim, włoskim oraz hiszpańskim. Z kadrą narodową wystąpił na Mistrzostwach Świata 1994 oraz 1998.

## Kariera piłkarska

### Kolumbia
Jest wychowankiem zespołu z górnej półki ligi kolumbijskiej Atlético Nacional, gdzie karierę rozpoczął w 1988 roku, a na sezon 1989/1990 został sprzedany do słabszego Deportivo Cali. Następnie stał między słupkami dla Millonarios FC, Once Caldas i America Cali, z którą później zdobył mistrzostwo kraju (1997).

### Argentyna
Jedynym argentyńskim klubem piłkarskim Óscar’a był Club Atlético Boca Juniors, gdzie trafił w sezonie 1998/1999. Odniósł z nim największe sukcesy:
- 1998 mistrzostwo Argentyny
- 2000 Copa Libertadores
- 2000 Puchar Interkontynentalny
- 2001 Copa Libertadores

### Europa
Jego pierwszym europejskim zespołem było Perugia Calcio, skąd trafił do Beşiktaş JK. Z Czarnych Orłów został sprzedany do innej tureckiej drużyny Antalyaspor, w której ma spędzić cztery sezony. Dotychczas w Europie nie zaliczył żadnych sukcesów. W Tureckiej Superlidze występował z innym reprezentantem Kolumbii – Faryd Mondragón.